# Selección femenina de balonmano sub-18 de los Países Bajos
La selección de balonmano sub-18 de los Países Bajos es la selección nacional sub-18 de balonmano de Países Bajos. Controlado por la Asociación Neerlandesa de Balonmano, representa a los Países Bajos en partidos internacionales.

## Participaciones

### Juegos Olímpicos de la Juventud
| Año   | Resultado      | Pos.           |
| ----- | -------------- | -------------- |
| 2010  | No clasificó   | No clasificó   |
| 2014  | No clasificó   | No clasificó   |
| 2018  | No hubo evento | No hubo evento |
| 2022  | No hubo evento | No hubo evento |
| Total | 0 / 2          | 0 Titles       |

### Campeonato Mundial[1]
| Año   | Resultado        | Pos.         |
| ----- | ---------------- | ------------ |
| 1977  | Ronda Preliminar | 9°           |
| 1979  | Cuartos de final | 7°           |
| 1981  | Ronda Preliminar | 9°           |
| 1983  | Ronda Preliminar | 11°          |
| 1985  | Ronda Preliminar | 13°          |
| 1987  | No clasificó     | No clasificó |
| 1993  | No clasificó     | No clasificó |
| 1995  | Octavos de final | 10°          |
| 1997  | No clasificó     | No clasificó |
| 1999  | Ronda Preliminar | 13°          |
| 2001  | Ronda Preliminar | 18°          |
| 2003  | No clasificó     | No clasificó |
| 2008  | No clasificó     | No clasificó |
| 2010  | Cuartos de final | 6°           |
| 2012  | Ronda Preliminar | 17°          |
| 2014  | Cuartos de final | 8°           |
| 2016  | Octavos de final | 9°           |
| 2018  | Cuartos de final | 5°           |
| 2020  | Clasificó        | Clasificó    |
| Total | 0 títulos        | 13/21        |

### Campeonato Europeo
| Año   | Resultado      | Pos.              |
| ----- | -------------- | ----------------- |
| 1992  | No clasificó   | No clasificó      |
| 1999  | No clasificó   | No clasificó      |
| 2001  | Por el 5°      | 6°                |
| 2003  | Por el 5°      | 6°                |
| 2005  | No clasificó   | No clasificó      |
| 2007  | Semifinales    | Medalla de bronce |
| 2009  | Por el 5°      | 6°                |
| 2011  | Por el 7°      | 8°                |
| 2013  | Fase de grupos | 12°               |
| 2015  | Fase de grupos | 12°               |
| 2017  | Fase de grupos | 10°               |
| Total | 0 títulos      | 8/13              |